# Consiglio episcopale
Nelle diocesi della Chiesa cattolica il consiglio episcopale è costituito dal vescovo che guida la diocesi stessa, dal vicario generale e dai vicari episcopali: serve ad aiutare il vescovo nel suo compito pastorale attraverso l'aiuto dei suoi più stretti collaboratori. 

Il consiglio episcopale è previsto dal canone 473 §4 del Codice di diritto canonico:
(Can. 473 §4 CIC)
L'istituzione del consiglio è facoltativa e lasciata alla discrezionalità del vescovo; è sempre il vescovo che convoca il consiglio e lo presiede, stabilendo gli argomenti da trattare.